# Frank Miller (cineasta)
Frank Miller (1891–1950) foi um prolífico roteirista, diretor e ator britânico. Miller nasceu a 1891 em Londres, Inglaterra.

## Filmografia selecionada
- Dandy Dick
- The Marc'h Hare (1919)
- Control' (1920)
- Houp-La! (1928)
- Cupid in Clover (1929)
- Out of the Blue (1931)
- A Southern Maid (1933)
- My Song Goes Round the World (1934)
- The Scotland Yard Mystery (1934)
- She Knew What She Wanted (1936)
- Annie Laurie (1936)